# Hans Minder
Hans Minder (* 28. August 1908; † unbekannt) war ein Schweizer Ringer.

## Werdegang
Hans Minder startete bei den Olympischen Spielen 1928 in Amsterdam beim Freistilringen in der Federgewichtsklasse. Dabei belegte er hinter Allie Morrison aus den Vereinigten Staaten und Kustaa Pihlajamäki aus Finnland den dritten Platz und gewann damit eine Bronzemedaille.
Bei der Europameisterschaft 1931 im freien Stil in Budapest rang er im Leichtgewicht und besiegte dort mit Kustaa Pihlajamäki, der ihn 1928 noch geschlagen hatte und mit Karoly Karpati aus Ungarn zwei Olympiasieger. Kustaa Pihlajamäki wurde 1924 und 1936 und Károly Kárpáti 1936 Olympiasieger. Hans Minder wurde in Budapest Europameister.
An den Olympischen Spielen 1932 in Los Angeles, bei denen er sicher wieder gute Chancen auf einen Medaillengewinn gehabt hätte, konnte er nicht teilnehmen, weil die Schweiz zu diesen Olympischen Spielen keine Ringer entsandte.
1933 war er aber wieder bei der Europameisterschaft in Paris dabei. Er startete dort im Weltergewicht und erreichte das Finale gegen Jean Földeak aus Deutschland, gegen den er verlor und somit auf den 2. Platz kam.

## Erfolge
| Jahr | Platz  | Wettbewerb      | Stil | Gewichtsklasse | Ergebnisse |
| 1928 | Bronze | OS in Amsterdam | F    | Feder          | nach Siegen über Arthur Nord, Norwegen und Daniel MacDonald, Kanada und einer Niederlage gegen Allie Morrison, USA (Goldmedaille); Ausringen der weiteren Medaillen: Sieg über Petrus Bressink, Belgien, Niederlage gegen Kustaa Pihlajamäki, Finnland und Sieg über René Rottenfluc, Frankreich |
| 1931 | 1.     | EM in Budapest  | F    | Leicht         | nach Siegen über Lemke, Deutschland, Károly Kárpáti, Ungarn und Kustaa Pihlajamäki |
| 1933 | 2.     | EM in Paris     | F    | Welter         | nach Siegen über József Tasnady, Ungarn und Gaston Castadot, Belgien und einer Niederlage gegen Jean Földeak, Deutschland |

Erläuterungen
- OS = Olympische Spiele, Europameisterschaft
- F = freier Stil
- Federgewicht, damals bis 61 kg, Leichtgewicht, bis 66 kg und Weltergewicht, bis 72 kg Körpergewicht